# ことりさわ学園
ことりさわ学園（ことりさわがくえん）とは、岩手県盛岡市にある情緒障害児短期治療施設である。

## 概要

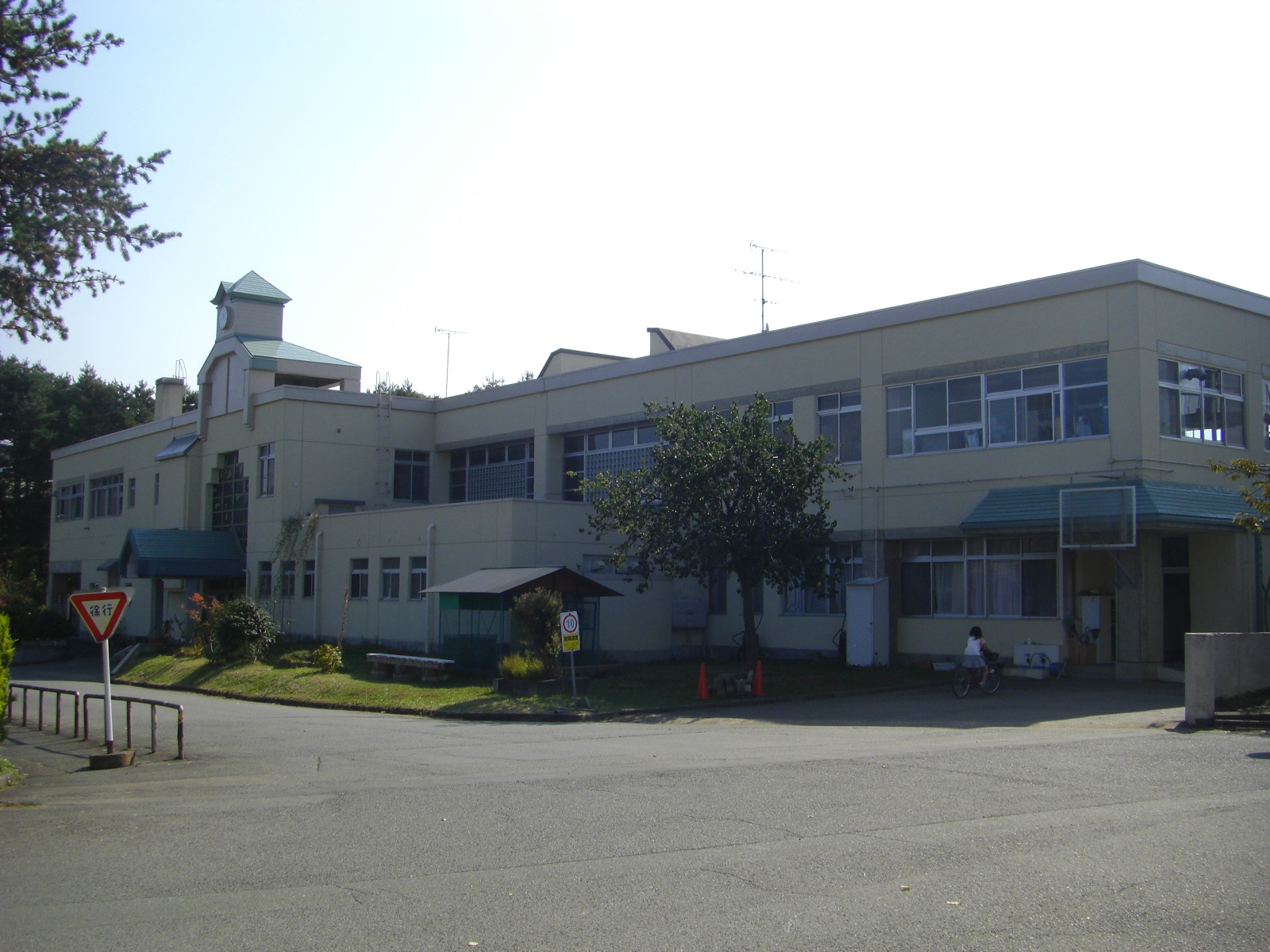
ことりさわ学園園舎

社会福祉法人岩手愛児会が運営する情緒障害児短期治療施設で、昭和62年（1987年）に設置された。定員は50人。
児童福祉法に基づき、学校でいじめを受けたり、親から虐待を受けたりするなどして情緒不安定になった満20歳までの児童が、児童相談所を通じて入所（入園）する。入所した児童は、心理療法士によるカウンセリングや心理テストを受けたり、児童指導員と様々な活動をしたりして、情緒障害を治療していく。
通常は2年ほどで退所（退園）するが、半年で退所したり、6年以上在所している児童もいる。また、自宅から通所して治療を受ける児童もいる。
小学校低学年から高校生、まれに大学生が入所している。
園長・副園長・主任が1人ずつ、その他、児童指導員や心理療法士、調理師、看護師など、およそ20人ほどの職員がいる。